# زمان در کره جنوبی
کره جنوبی یک منطقه زمانی به نام زمان استاندارد کره (انگلیسی: Korea Standard Time) (یوتی‌سی ۹:۰۰+) دارد که به اختصار کی‌اس‌تی (KST) نامیده می‌شود. کره جنوبی در حال حاضر ساعت تابستانی را رعایت نمی‌کند، اما در بازی‌های المپیک تابستانی ۱۹۸۸ در سئول، آن را مورد آزمایش قرار داد.

## تاریخچه
در سال ۱۴۳۴ میلادی، مخترع جانگ یونگ-شیل، اولین ساعت آبی خودکار کره را توسعه داد که پادشاه سجونگ آن را به عنوان زمان‌سنج استاندارد کره تنظیم کرد. این احتمال وجود دارد که کره‌ای‌ها قبل از این اختراع، از ساعت‌های آبی برای نگهداری زمان استفاده می‌کردند، اما هیچ سابقهٔ مشخصی از آن‌ها وجود ندارد. در سال ۱۴۳۷ میلادی، جانگ یونگ-شیل همراه با جونگ چو، یک ساعت آفتابی کاسه ای شکل به نام انگبو ایلگو (هانگول: 앙부일구) ایجاد کرد، که پادشاه سجونگ آن را در انظار عمومی قرار داده بود تا هر کسی بتواند از آن استفاده کند.
از لحاظ جغرافیایی، بخش‌های غربی کره، از جمله شهر پایتخت کره جنوبی، سئول، ساعت یوتی‌سی ۸:۰۰+ است. در سال ۱۹۰۸ امپراتوری کره زمان استانداردی را به تصویب رساند که ۸+1⁄2 ساعت جلوتر از ساعت گرینویچ، یوتی‌سی ۸:۳۰+ بود. در سال ۱۹۱۲، در طی دوران اشغال کره توسط ژاپن، فرماندار کل کره زمان استاندارد کره را به یوتی‌سی ۹:۰۰+ تغییر داد تا با زمان استاندارد ژاپن همخوانی داشته باشد. با این حال، در سال ۱۹۵۴، دولت کره جنوبی تحت ریاست جمهوری ایسونگمن ری زمان استاندارد را به یوتی‌سی ۸:۳۰+ بازگرداند. سپس در سال ۱۹۶۱، تحت حکومت نظامی رئیس‌جمهور پارک چونگ-هی، زمان استاندارد بار دیگر به یوتی‌سی ۹:۰۰+ تغییر یافت.